# Campo Tures
Campo Tures (Sand in Taufers) é uma comuna italiana da região do Trentino-Alto Ádige, província de Bolzano, com cerca de 4.885 habitantes. Estende-se por uma área de 164 km², tendo uma densidade populacional de 30 hab/km². Faz fronteira com Gais, Perca, Predoi, Rasun Anterselva, Selva dei Molini, Valle Aurina.

## Demografia
| Variação demográfica do município entre 1861 e 2011                               |
|                                                                                   |
| Fonte: Istituto Nazionale di Statistica (ISTAT) - Elaboração gráfica da Wikipedia |